# Chioninia delalandii
Chioninia delalandii är en ödleart som beskrevs av  Duméril och BIBRON 1839. Chioninia delalandii ingår i släktet Chioninia och familjen skinkar. Inga underarter finns listade i Catalogue of Life.